# Ai Mai! Moe Can Change!
Ai Mai! Moe Can Change! (あいまい！萌えCanちぇんじ！) es un videojuego para el teléfono móvil y el Android de ambición, más tarde adaptado en una OVA producido por Frontier Works, que se publicará el 25 de mayo de 2012, después de haber sido inicialmente prevista para el 26 de abril.

## Historia
En un futuro cercano, Kiyan Chie y Moeki Ana acaban de ser contratados por la empresa AMB como "Navi ōjo" para promover un nuevo servicio llamado "Moe can change". Llegan a conocerse mutuamente, al probar este nuevo y loco servicio que permite recomendar y cambiar su atuendo. Cada compra de la aplicación va a proporcionar al usuario con su mairoid personal (un moe-androide). 

## Personajes
- Sarari: Asuka Ōgame
- Tomoe Kiyatake: Emiri Katō
- Anna Moegi: Mai Aizawa
- Kanna Moegi: Rina Hidaka
- Hakase: Ryoko Shintani
- Server AI & MI: Saki Fujita
- Maya Oshiro: Sayaka Ohara